# Sue Donaldson
Pour les articles homonymes, voir Donaldson.
Sue Donaldson (aussi connue sous le nom de Susan Cliffe), née en février 1962 à Ottawa, est une autrice et philosophe canadienne. Elle est chercheuse affiliée au département de philosophie de l'Université Queen's (Ontario) et consacre ses recherches aux droits des animaux ainsi qu'à l'éthique appliquée aux relations entre humains et animaux.

## Ouvrages
Les premiers ouvrages publiés par Sue Donaldson furent d'un livre de cuisine végétalienne intitulé Foods Don't Bite Back, publié en 2000, suivi d'un roman pour jeunes adultes intitulé Threads of Deceit, en 2004. En 2011, elle co-écrit Zoopolis : une théorie politique des droits des animaux avec son mari Will Kymlicka.
Dans Zoopolis et des articles qui suivirent, Donaldson et Kymlicka plaident en faveur d'une conception politique des droits des animaux différenciée selon le groupe. S'appuyant sur la théorie de la citoyenneté, les auteurs font valoir que, même si tous les animaux devraient être protégés par les mêmes droits fondamentaux, les animaux individuels devraient avoir des droits différents en fonction de l'appartenance à certains groupes. Les animaux domestiqués doivent être conçus comme des citoyens, tandis que les animaux qui vivent en bordure des sociétés humaines, comme les écureuils et les ratons-laveurs, nommés animaux liminaires, doivent être conçus comme des résidents permanents. Les animaux sauvages, qui vivent totalement ou principalement séparés des sociétés humaines, devraient être considérés comme souverains sur leur propre territoire. Une intervention visant à réduire les souffrances des animaux sauvages serait donc acceptable si elle est compatible avec le respect de leur souveraineté.

## Prix et distinctions
- Prix du livre de l'Association canadienne de philosophie pour Zoopolis (2013)[3].